# 卖拐三部曲
卖拐三部曲指2001年、2002年和2005年，赵本山和几位搭档在央视春晚上表演的三部小品《卖拐》、《卖车》和《功夫》，为一个连续的故事。2001年与2002年，赵本山和范伟以及高秀敏表演《卖拐》和《卖车》。后来，高秀敏与赵本山发生矛盾而放弃参演2005年的小品《功夫》，于是赵本山改由和他的两个徒弟蔡维利、王小虎以及范伟合作表演。

## 剧情
在剧中，赵本山扮演一个擅长利用忽悠人来骗人上当购买东西的东北乡下人，高秀敏扮演他的媳妇，而范伟则扮演倒霉的受骗者。
《卖车》的重点是在于脑筋急转弯，其中赵本山出了不少脑筋急转弯来忽悠倒范伟。

## 评价

### 残疾人争议
《卖拐》这部小品曾惹质疑，被批歧视残疾人等弱势群体。而赵本山自己则表示“首先，我不承认我的《卖拐》系列的小品是在取笑残疾人，更没有拿他们开涮；其次，《卖拐》系列的小品和残疾人没有任何关系，小品中的人物也没有谁是残疾人；再次，我的小品意在揭露某种社会现象，并非意在取笑残疾人。”。

### 法轮功争议
小品中，赵本山让范伟验证自己腿部是否有活动不便的疾病时，“没事走两步”，这个细节和1992年李洪志在北京建材礼堂给患者“现场治病”时的表现相似。法轮功相关组织对此进行了较为激烈的回应，“追查迫害法轮功国际组织”将赵本山、高秀敏、范伟、何庆魁等人列入“追查黑档案”，发表了《追查制作污蔑法轮功的电影、电视、戏剧之相关责任人及单位》，把赵本山等人和他们的小品《卖拐》列入其中。并反复宣称他们四人之后或患病或病死，或付出刑事责任，“已成果报”。